# Johann von Schweden (1589–1618)

Porträt des Herzog Johann

Johann Herzog von Östergötland (schwedisch kurz Hertig Johan genannt, * 18. April 1589 auf Schloss Uppsala; † 5. März 1618 auf Schloss Bråborg bei Norrköping) war der jüngste Sohn des schwedischen Königs Johann III. und dessen zweiter Frau Gunilla Bielke.
Er war ein schwedischer Prinz, Herzog von Östergötland (hertig av Östergötland) sowie Herzog von Finnland (hertig av Finland). Er galt als Anwärter auf den schwedischen Thron und stand damit in Konkurrenz zu Gustav Adolf, dem späteren König von Schweden. Verheiratet war Johann mit seiner Cousine Maria Elisabeth Vasa, der Tochter von König Karl IX. von Schweden. Ihre Ehe blieb kinderlos.

## Leben
Johann wurde von seinen Eltern als Säugling auf ihrer Reise nach Reval, dem Treffpunkt mit seinem Halbbruder Sigismund, Sohn Johanns III. aus erster Ehe mit Katharina Jagiellonica, am 3. Juli 1589 mitgenommen und damit als Thronerbe vorgezeigt. Sigismund war zu der Zeit König von Polen und später, nach dem Tode Johanns III., von 1592 bis 1599 auch König von Schweden. Bereits Anfang 1590 sicherte die schwedische Ständeversammlung Sigismund das Erbrecht auf die Krone zu und nach dessen Ableben dem jungen Herzog Johann, der zuvor Finnland zum Herzogtum erhalten sollte. Im Falle, dass Johann ohne männliche Erben sterben sollte, sollte sein Onkel Herzog Karl, der Bruder Johanns III., erbberechtigt sein.
Mit drei Jahren, im Winter 1590, legte der junge Herzog und Prinz eine bemerkenswerte Fürbitte für Karl Heinrichson Horn, den unglücklichen Verteidiger von Reval 1577 und von Narwa, bei seinem Vater ein, der Horn schließlich auf dem Richtplatz Gnade erteilte.
1592 versammelte sich die Ständeversammlung in Uppsala zum Leichenbegräbnis seines Vaters und zur Krönung Sigismunds. Eine Minderheit der Ständevertreter sprach sich dafür aus, den jungen Prinzen Johann unter einem Vormund auf den Thron zu setzen, da der katholische Sigismund nicht geneigt war, die Religionsbeschlüsse von Uppsala zu unterzeichnen. Sie konnten sich mit dieser Ansicht allerdings nicht durchsetzen.
Herzog Karl versicherte dem jungen Prinzen am 4. April 1594 nach dem Tode Herzogs Magnus das Herzogtum Östergötland, welches er dann auch am 21. Juni 1595 erhielt.
1600 erging nach den Verwirrungen und Kriegen zwischen Herzog Karl und König Sigismund ein Reichstagsbeschluss zu Linköping, der besagte, dass das ganze Geschlecht Johanns III. vom Throne zu stoßen sei. Auch dem jungen Herzog Johann wurde so der Thron verwehrt, mit der Begründung, jener sei zu jung. Darüber hinaus fürchtete man, dass er sich für die Absetzung seines Halbbruders Sigismund rächen könnte. Herzog Karl, nachher König Karl IX. von Schweden, billigte nur den Grund der Jugend. In einem Brief vom 14. März 1601 an Königin Elisabeth I. von England behauptete er, vom Throne am liebsten abzustehen, weil er dem jungen Herzog Johann zustände.
In Zeiten großer Not (Hunger und Pest verwüsteten das Reich) bot Karl IX. den Ständen in einem Schreiben vom 16. Juni 1602 an, einen anderen König zu wählen: Andere könnten dem Reiche besser vorstehen, wie zum Beispiel Sigismund und Herzog Johann. Der 15-jährige Herzog Johann gab aber 1604 im Erbvertrag zu Norrköping endgültig seine Ansprüche auf den Thron auf. Dennoch hatte Karl IX. wohl weiterhin Zweifel an der Bestandskraft eines solchen Verzichtes gehabt. In seinem Testament, das er am 12. August 1605 aufsetzte, heißt es: „Wir vermahnen unsre Liebden Frau und Kind, wie auch den Hochgebornen Fürsten Herzog Johann, sich zu befleissigen, jene Freundschaft aufrecht zu erhalten, die wir mit den evangelischen Fürsten des römischen Reiches geflogen.“

Flugschrift des Herzog Johann

1606 trug Johann den Titel „der Reiche Schweden, Gothen und Wenden Erbfürst, Herzog zu Östergötland und Dahl“.
Am 14. April 1606 erklärten sich die Stände zu Örebro zur Absetzung des bisherigen Königs Sigismund. Bereits im August 1605 hatte Johann, zusammen mit den Reichsständen, ein Schreiben an den polnischen König gerichtet. Johann unterstützte darin die Absichten der Stände „Euch und ewren Nachkommen/ von dieses Reichs regierung abzusagen“ und schrieb in einer 1606 in Stockholm erschienenen Flugschrift weiter: „So können wir nicht anders befinden das es wegen vieler ursachen/ und weil Ihr gentzlich ewres Herrn Großvatters/ König Gustaffs/ hochlöblicher gedechtnus/ Testament/ ewren gethanen Eydt und gelübde/ und alle die liebe/ so euch gegen ewer geliebtes Vatterlandt gebüret/ gentzlich vergessen/ billich und rechtmessig sey.“
Als am 15. März 1607 Karl IX. im Dom zu Uppsala zum König von Schweden gekrönt werden sollte, betrat in dessen Gefolge Johann zusammen mit seinen beiden Cousins Karl Filip und Gustav Adolf den Dom. Gustav Adolf trug dabei einen „hermelingefütterten Hut mit einer fürstlichen Goldkrone“, was ihm bewusst machen sollte, was für ihn, den späteren König von Schweden (1611) vorgesehen war.
Im Februar/März 1609 begrüßte Johann seinen Onkel und König Karl IX. an der Grenze des Herzogtums Österland. Der König befand sich auf seiner Eriksgata, um in allen Teilen des Landes nach seiner Krönung die Huldigungen entgegenzunehmen und um zu Gericht zu sitzen. Johann begrüßte den König mit einer wohlgesetzten Rede, worin er ihm dankte, dass dieser ihm in der Jugend alle fürstlichen Sitten, Künste und Kenntnisse angedeihen ließ (Reiten und Fechten, Turnieren, Ringrennen samt anderes adliges Werk).

Wappen des Herzog Johann

Nach dem rituellen Umritt zur Huldigung Karls IX. wurde Johann unter freiem Himmel als Herr und Landesfürst von den anwesenden Ständen Östergötlands angenommen. Dazu legte der Herzog einen besonderen Eid ab, in dem er gelobte, „mit meines Rates Rat mein Lehen und Fürstentum zu regieren“, in keinem Fall Uppsala oder andere Krongüter beherrschen zu wollen, sowie König und Reich die Treue zu halten. Er führte dabei die Fahne mit seinem Wappen, dem geflügelten Drachen, mit sich.
1611 nahm Herzog Johann zusammen mit Karl IX. und Gustav Adolf an dem Versuch der Befreiung der Stadt Kalmar teil, die von 16.000 Dänen belagert und schließlich am 16. August 1611 durch Christer Some an die Dänen übergeben wurde. Noch im selben Jahr starb Karl IX. und es wurde durch die Königinwitwe und Herzog Johann ein Reichstag ausgeschrieben. Beide standen mit sechs weiteren Räten der Regierung für zwei Monate vor.
Am 13. Dezember 1611 entsagte Herzog Johann der Regierung zugunsten von Gustav Adolf und „ward hingegen zu einiger Ergetzung sein Hertzogthum Oster=Gothland mit etlichen Ländereyen um Wester=Gothland vermehret.“ Walther Harte, Kanonikus zu Windsor, schrieb 1760 in seiner vielbeachteten Gustav-Adolf-Biographie: „Und hier findet man eine gerechte Ursache, sich höchlich zu verwundern, warum ein junger Prinz von Verstand, von Herzhaftigkeit, und in Umständen, wie des Herzogs Johann seine waren, der nach den Grundgesetzen der schwedischen Landesverfassung, das gehörige und statutenmäßige Alter erlangt hatte, der selbst ein Soldat, und bey der Armee beliebt war, freywillig und gern, ohne Murren oder Widerwillen, einem Thron entsagte, auf welchen seine Ansprüche nicht nur billig, sondern, aller Schärfe nach, auch rechtmäßig waren.“ Harte fand keine Antwort, sondern mutmaßta, dass Herzog Johann sich fürchtete, „einem solchen Prinzen die Nachfolge streitig zu machen, in welchem er weit größere und stärckere Talente von allen Arten entdeckte.“
1612 beteiligte Johann sich führend an Feldzügen im dänischen Halland, wobei es ihm fast gelungen wäre, den dänischen König Christian IV. in der Nähe von Falkenberg gefangen zu nehmen. Der Krieg gegen die Dänen endete schließlich am 16. Januar 1613 mit der Abtretung der Städte Kalmar und Elfsburg sowie der Insel Öland an die Schweden gegen eine Zahlung von einer Million Reichstaler. Zur gleichen Zeit fanden, unter der Leitung von Jakob De la Gardie, Verhandlungen mit den Russen statt, die Gustav Adolfs Bruder Karl Filip zum Zaren begehrten. Dieses für Schweden vorteilhafte Angebot blieb ungenutzt.
Am 6. Dezember 1613 heiratete Herzog Johann seine Cousine Maria Elisabeth, die Tochter Karl IX., „gegen welches Beylager die Priesterschaft auf dem Reichstag sich setzte, als wann solcher Grad der Verwandniß im Göttlichen Gesetz verboten wäre.“ Allein die Königinmutter Christine setzte die Vermählung gegen alle Widerstände durch.

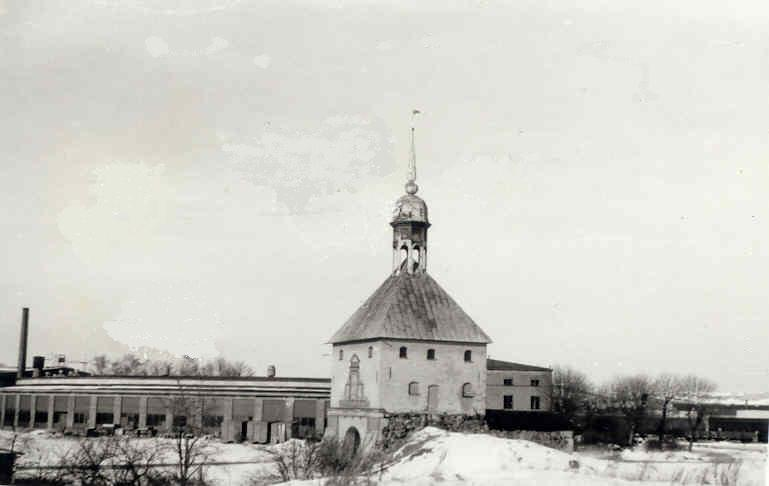
Schloss Johannisborg bei Norrköping

In seinem Regierungssitz Norrköping begann er nach dem Friedensschluss die Stadt, welche zum Hauptort der aufstrebenden Metallindustrie geworden war, zu verschönern. 1614 begann er mit dem Bau von Schloss Johannisborg im Norden der Stadt. 1616 beauftragte er noch die Errichtung der Olaikirche. Doch wurde nach seinem Tod im März 1618 auf Schloss Bråborg schnell klar, dass er einen großen Schuldenberg hinterlassen hatte.

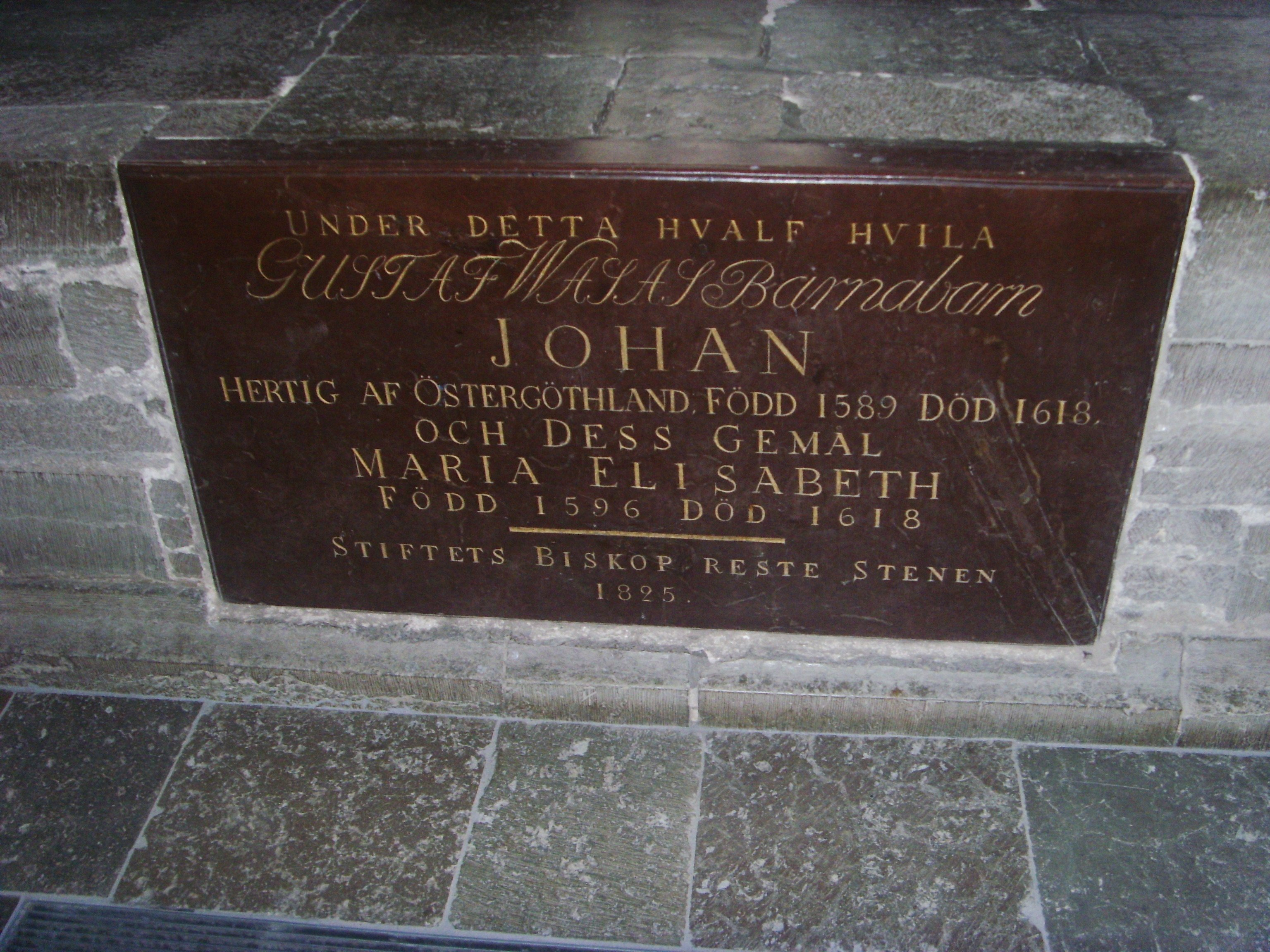
Grabstelle des Herzog Johann

Anfang des Jahres 1619 wurden Johann und seine Frau Marie Elisabeth, die im August 1618 gestorben war, im Dom zu Linköping bestattet, wo heute noch eine Gedenktafel auf ihren Bestattungsort hinweist. Bereits 1618 erhielten er und seine Frau eine Messe und einen Nachruf durch Sylvester Phrygius.